# フリードリヒ4世 (テューリンゲン方伯)
フリードリヒ4世（Friedrich IV., 1384年11月30日以前 - 1440年5月7日）は、テューリンゲン方伯（在位：1406年 - 1440年）。平和伯（der Friedfertige）、単純伯（der Einfältige）または若伯（der Jüngere）とよばれる。

## 生涯
フリードリヒ4世はテューリンゲン方伯バルタザールの息子である。1407年にシュヴァルツブルク＝ブランケンブルク伯ギュンター30世の娘アンナ（1431年没）と結婚した。この結婚で子供は生まれなかった。
フリードリヒは妻やその親戚の影響力に大きく依存していた弱い統治者であったと考えられている。贅沢な宮廷の資金を調達するため、称号や領地の売却を繰り返した。
1436年、フリードリヒはテューリンゲン方伯領からのユダヤ人の全面追放を命じた。
1440年に嗣子なく死去した後、テューリンゲン方伯領はザクセン選帝侯フリードリヒ2世がテューリンゲン方伯フリードリヒ5世として継承した。すでに何年も前に、フリードリヒは遠く離れたマイセンの領地も15,000ギルダーで売却していた。